# Nordvästra Birkalands ekonomiska region
Nordvästra Birkalands ekonomiska region (finska: Luoteis-Pirkanmaan seutukunta) är en av ekonomiska regionerna i landskapet Birkaland i Finland. Folkmängden i ekonomiska regionen uppgick den 31 december 2021 till 14 971invånare, regionens totala areal utgjordes av 2 144 kvadratkilometer och därav utgjordes landytan av 1 959  kvadratkilometer.  I Finlands NUTS-indelning representerar regionen nivån LAU 1 (f.d. NUTS 4), och dess nationella kod är 061.

## Förteckning över kommuner
Nordvästra Birkalands ekonomiska region omfattar följande tre kommuner: 
- Parkano stad
- Ikalis stad
- Kihniö kommun

Samtliga kommuners språkliga status är enspråkigt finska.